# 市川真人 (バスケットボール)
市川 真人（いちかわ まさと、2001年9月20日 - ）は、日本の男子バスケットボール選手である。広島ドラゴンフライズ所属。

## 来歴
静岡県出身。
静岡学園高校時代は全国大会には縁がなかったが、2年次にU-22日本代表合宿に選ばれ、以降も年代別代表に選出。
白鷗大に進学も留学生に圧倒されプレータイムも限られ2023年に中退、ベルテックス静岡の練習生となる。
8月、ベルテックス静岡に特別指定選手登録される。
9月から始まる杭州アジア大会の日本代表に選ばれ出場。

## 日本代表歴
- 2022年杭州アジア大会